# Лучанінова Тетяна Павлівна
Тетяна Павлівна Лучанінова (Кривошеєва) (нар. 20 квітня 1956, село Козаче, тепер Путивльського району Сумської області) — українська радянська діячка, апаратниця Шосткинського виробничого об'єднання «Свема». Депутат Верховної Ради УРСР 10—11-го скликань.

## Біографія
Народилася в селянській родині Павла Кривошеєва. Освіта середня: у 1974 році закінчила професійно-технічне училище. Член ВЛКСМ.
З 1974 року — помічник апаратника, намотувальниця емульсійної основи, апаратник-поливник цеху № 17 Шосткинського виробничого об'єднання «Свема» імені 50-річчя СРСР Сумської області. Ударник комуністичної праці.
Потім — на пенсії в місті Шостка Сумської області.

## Нагороди
- орден «Знак Пошани»
- медалі